# Surbourg
Surbourg (en alsacià Sürburi) és un municipi francès, situat a la regió del Gran Est, al departament del Baix Rin. L'any 1999 tenia 1.528 habitants.
Forma part del cantó de Wissembourg, del districte de Haguenau-Wissembourg i de la Comunitat de comunes de l'Outre-Forêt.

## Demografia
| 1962  | 1968  | 1975  | 1982  | 1990  | 1999  |
| ----- | ----- | ----- | ----- | ----- | ----- |
| 1.370 | 1.394 | 1.341 | 1.448 | 1.464 | 1.528 |

## Administració
| Període | Identitat                 | Partit |
| ------- | ------------------------- | ------ |
| 2008-   | Christophe Scharrenberger |        |

## Personatges il·Lustres
- Karl Roos, nacionalista alsacià afusellat el 1940.